# Olga Kliuchnikova
Olga Yevguénievna Kliuchnikova –en ruso, Ольга Евгеньевна Ключникова– (Penza, URSS, 1 de septiembre de 1989) es una deportista rusa que compitió en natación. Ganó una medalla de bronce en el Campeonato Europeo de Natación en Piscina Corta de 2009, en la prueba de 4 × 50 m estilos.

## Palmarés internacional
| Campeonato Europeo en Piscina Corta | Campeonato Europeo en Piscina Corta | Campeonato Europeo en Piscina Corta | Campeonato Europeo en Piscina Corta |
| Año                                 | Lugar                               | Medalla                             | Prueba                              |
| ----------------------------------- | ----------------------------------- | ----------------------------------- | ----------------------------------- |
| 2009                                | Estambul (Turquía)                  | Medalla de bronce                   | 4 × 50 m estilos                    |